# Formica fusca
Formica fusca és una espècie de formiga de la subfamília dels formicins (Formicinae). Aquesta espècie és la més abundant i diversa del gènere Formica. Es troba en gairebé totes les zones temperades d'Euràsia, de la península Ibèrica fins al Japó i del sud d'Europa a Escandinàvia. Actualment es considera que les formigues de Nord-americà pertanyen a una altra espècie, Formica subaenescens.

## Característiques
La mida de les obreres de va des dels 4 als 7,5 mil·límetres. Les reines mesuren entre 6,5 i 9,5 mm i els mascles de 8,5 a 9,5 mm. És de color negre amb les potes i antenes marrons.

## La colònia
Els formiguers de F. fusca se solen trobar en soques d'arbres podrits o sota les roques. Aquesta formiga és poligínica, és a dir, conviuen més d'una reina per formiguer, encara que la contribució a la posada d'ous sol ser desigual, és a dir, hi ha una reina dominant que posa més que les altres. El nombre d'individus per colònia sol variar entre 500 i 2.000. S'alimenten de petits insectes, de melassa produïda per àfids i del nèctar de les flors. Els vols nupcials solen ser al juliol i agost.